# Quốc ca Cộng hòa Xã hội chủ nghĩa Xô viết Litva
Quốc ca Cộng hòa Xã hội chủ nghĩa Xô viết Litva (tiếng Litva: Lietuvos Tarybų Socialistinės respublikos himnas) là quốc ca của Litva trong thời kỳ Xô viết.
Trong thời gian Liên Xô chiếm đóng Litva, quốc ca này đã được chính phủ Litva Xô viết dùng vào năm 1950, thay thế cho "Tautiška giesmė" (được sử dụng như một quốc ca của Litva năm 1944 cho đến năm 1950 ). Năm 1988, quốc ca chính thức của Cộng hòa Litva (Tautiška giesmė) một lần nữa được sử dụng công khai như quốc ca Litva, và vị thế của nó là quốc ca đã được phục hồi bởi chính phủ Litva độc lập vào năm 1992 và vẫn còn được sử dụng cho đến ngày nay.

## Lời bài hát

### Lời tiếng Litva
Tarybinę Lietuvą liaudis sukūrė,

Už laisvę ir tiesą kovojus ilgai.

Kur Vilnius, kur Nemunas, Baltijos jūra,

Ten klesti mūs miestai, derlingi laukai.

Tarybų Sąjungoj šlovingoj,

Tarp lygių lygi ir laisva,

Gyvuok per amžius, būk laiminga,

Brangi Tarybų Lietuva!

Į laisvę mums Leninas nušvietė kelią,

Padėjo kovoj didi rusų tauta.

Mus Partija* veda į laimę ir galią,

Tautų mūs draugystė kaip plienas tvirta.

Tarybų Sąjungoj šlovingoj,

Tarp lygių lygi ir laisva,

Gyvuok per amžius, būk laiminga,

Brangi Tarybų Lietuva!

Tėvynė galinga, nebijom pavojų,

Tebūna padangė taiki ir tyra.

Mes darbu sukursim didingą rytojų,

Ir žemę nušvies komunizmo aušra.

Tarybų Sąjungoj šlovingoj,

Tarp lygių lygi ir laisva,

Gyvuok per amžius, būk laiminga,

Brangi Tarybų Lietuva!